# 原大智
原大智（日语：／ Hara Daichi */?，1997年3月4日—）是日本自由式滑雪運動員，主攻雪上技巧項目。出生於東京都澀谷區，曾獲得2018年冬季奧林匹克運動會自由式滑雪比賽男子雪上技巧項目銅牌。

## 外部連結
- 原大智的X（前Twitter）